# Bellinghauserhohn
Bellinghauserhohn ist ein Ortsteil der Stadt Königswinter im nordrhein-westfälischen Rhein-Sieg-Kreis. Er gehört zum Stadtteil Thomasberg und zur Gemarkung Hasenpohl.

## Geographie
Bellinghauserhohn liegt unterhalb von Thomasberg im Pleiser Hügelland unmittelbar westlich von Schnellfahrstrecke Köln–Rhein/Main und Bundesautobahn 3 gegenüber von Bellinghausen. Es erstreckt sich auf 165 bis 184 m ü. NHN auf einem nach Süden zu dem am Ortsrand verlaufenden Bellinghauser Bach, der zum Pleisbach-Zufluss Lützbach entwässert, abfallenden Gelände. Am Nordrand der Ortschaft verläuft die Landesstraße 268 (Oberdollendorf–Heisterbacherrott–Oberpleis–Uckerath), südlich derer Bellinghauserhohn, Bellinghauserhof, Bellinghausen und Zweikreuzen ein unregelmäßiges Straßengeviert bilden.:65 Zu den nächstgelegenen Ortschaften gehören außer Bellinghausen im Osten der südöstlich anschließende Bellinghauserhof, Thomasberg im Süden und Westen sowie Sonderbusch im Nordwesten.

## Geschichte
Die Besiedlung von Bellinghausen, damit auch von Bellinghauserhohn, ging von dem urkundlich erstmals für 1218 belegten und ab 1432 zum Kloster Heisterbach gehörenden Bellinghauserhof aus.:65 Nach Auflösung des Herzogtums Berg im Jahre 1806 war Bellinghauserhohn Teil der Kataster- bzw. Steuergemeinde Hasenpohl im Verwaltungsbezirk der Bürgermeisterei Oberpleis. 1845/46 wurde es in die neu gebildete Gemeinde Oberpleis eingegliedert. Im Rahmen von Volkszählungen war Bellinghauserhohn mindestens bis 1828 noch als Hof verzeichnet. Um 1840 wuchs die Ortschaft durch die Errichtung zweier Hofanlagen, davon einer (Petteschhof) durch Erbteilung des Bellinghauserhofs:15 f., deutlich an.:66 Ab 1854 gehörte das vormals postalisch von Siegburg aus versorgte Bellinghauserhohn zum Postzustellbezirk von Königswinter, später Oberpleis.:61 f.
Nach Sprengung zweier Brücken der damaligen Reichsautobahn am Ende des Zweiten Weltkriegs im März 1945 wurde bei Bellinghauserhohn eine quer über die Fahrbahn verlaufende Notauf- bzw. -abfahrt eingerichtet, die bis Anfang der 1950er-Jahre Bestand hatte.:28 Bis 1947 wurde Bellinghauserhohn als letzte Ortschaft von Thomasberg an die vom „Wasserleitungsverein Kuxenberg und Umgebung“ (ab 1950 „Wasserbeschaffungsverband Thomasberg“) betriebene Wasserleitung angeschlossen.:41 1958 wurde Bellinghauserhohn in den fünf Jahre zuvor begründeten Ortsverband von Thomasberg einbezogen und wird seither in Einwohnerstatistiken nicht mehr getrennt ausgewiesen.:28 f. 1958 begann die Umstellung des bisher landwirtschaftlich geführten Petteschhofs auf Plantagenobstbau und Legehennenhaltung.
In Bellinghauserhohn (Auf dem Büchel 9) befand sich zeitweise (Stand: 1992) die Residenz des Botschafters von Mosambik in der Bundesrepublik Deutschland am Regierungssitz Bonn.
Einwohnerentwicklung
| Jahr | Einwohner |
| ---- | --------- |
| 1816 | 27        |
| 1828 | 31        |
| 1843 | 54        |
| 1871 | 57        |
| 1885 | 56        |
| 1905 | 57        |

## Sehenswürdigkeiten
Als Baudenkmal unter Denkmalschutz stehen zwei (ehemalige) Fachwerkhofanlagen, die beide um 1840 entstanden sind. Vom Petteschhof (Auelweg 22) ist das Wohnhaus als zweigeschossiger Ständerbau erhalten, während die älteren Wirtschaftsgebäude nicht mehr vorhanden sind.:69

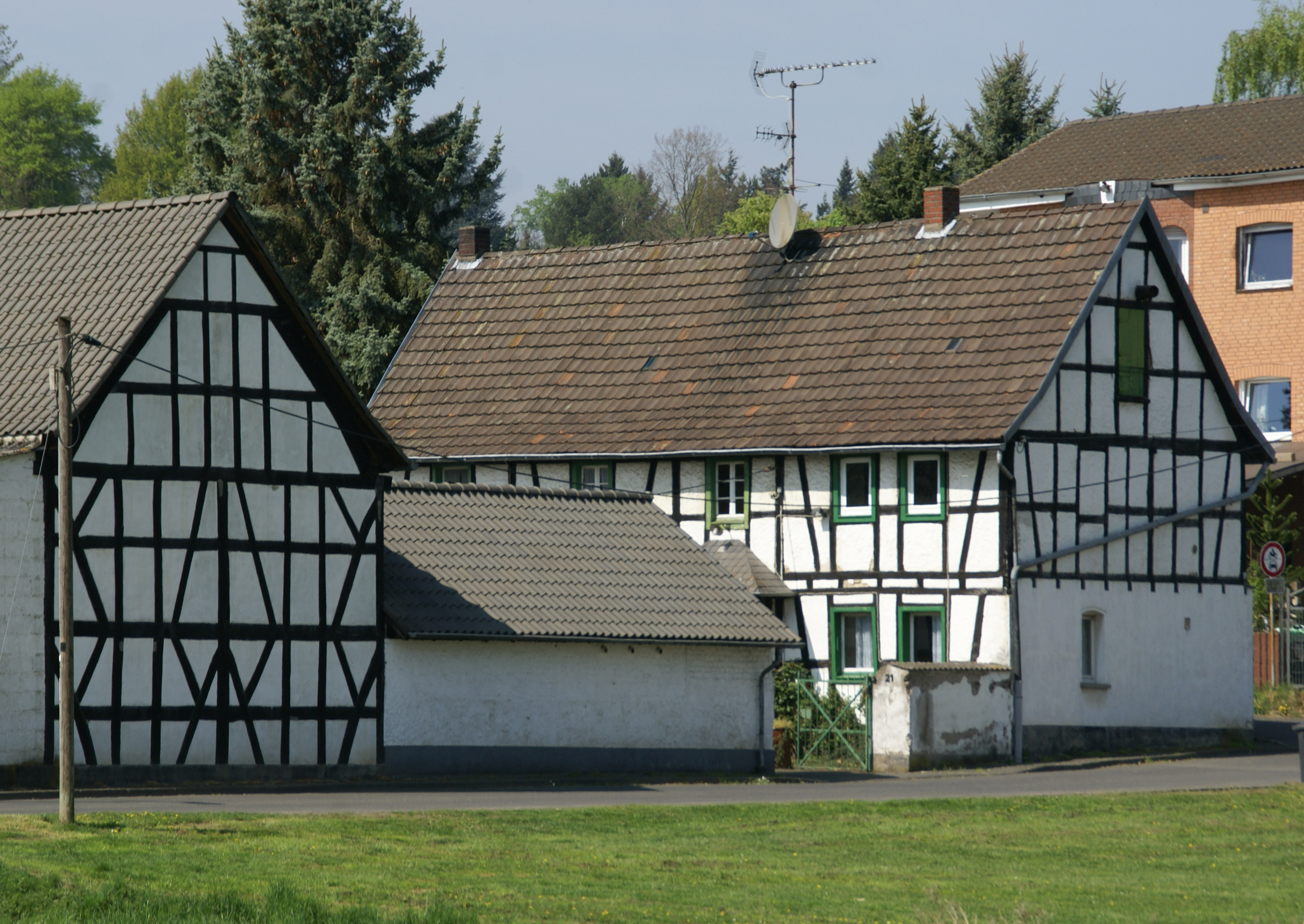
Denkmalgeschützte Fachwerkhofanlage, Auelweg 21
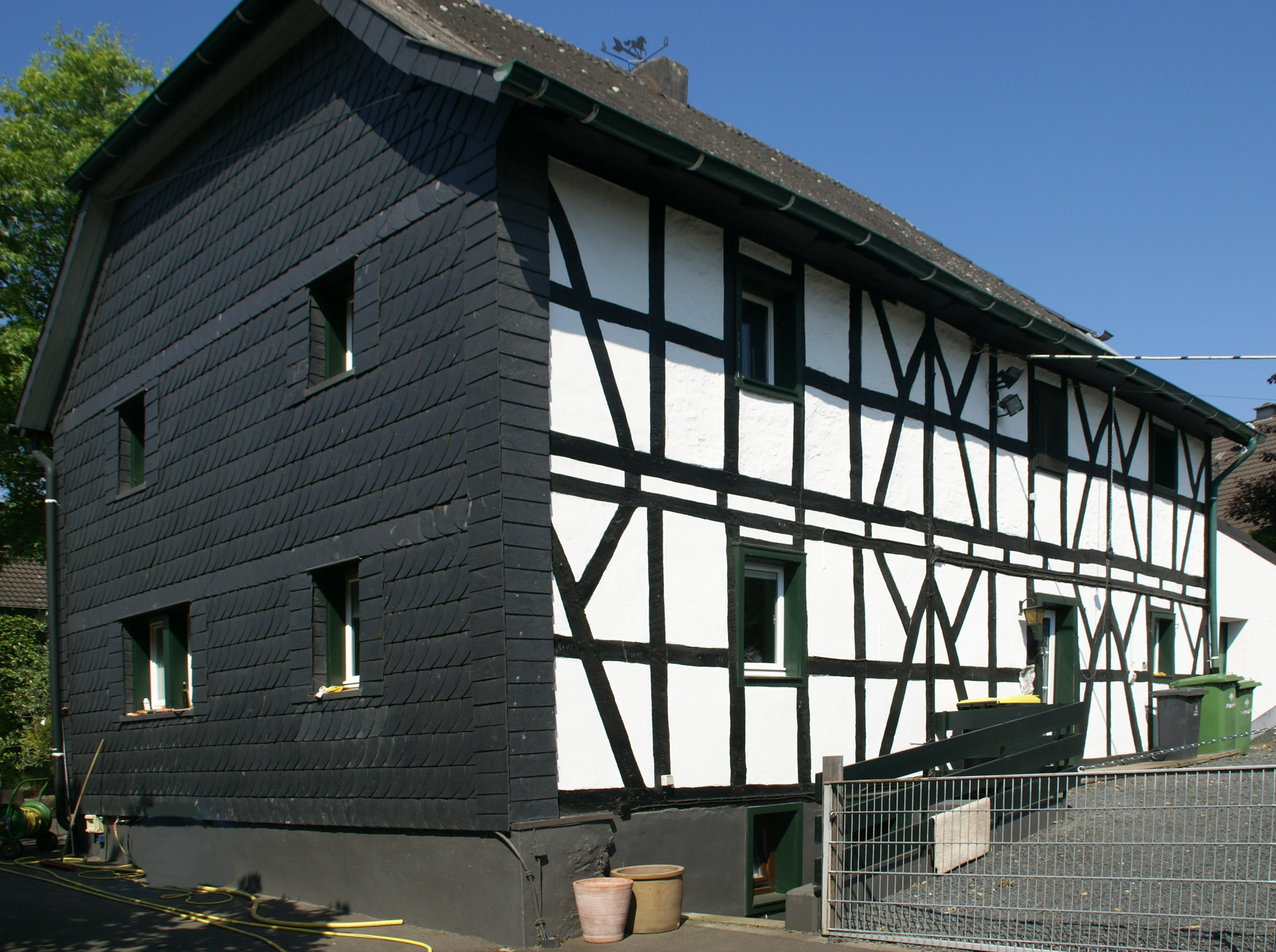
Denkmalgeschütztes Fachwerkhaus (Petteschhof), Auelweg 22